# Nature Reviews Drug Discovery
Nature Reviews Drug Discovery — медицинский научный журнал, издаваемый Nature Publishing Group с 2002 года.
В 2012 году журнал обладал импакт-фактором 33,078, что является наибольшим значением для журналов в области фармакологии и фармацевтики, а также биотехнологий и прикладной микробиологии.

## О журнале
Журнал публикует обзорные статьи, посвящённые разработке лекарств. Основные направления исследований, представленные в журнале, включают в себя:
- Целевая разработка
- Рациональная разработка лекарственных средств
- Комбинаторный и параллельный синтез
- Медицинская химия
- Основные классы соединений
- Натуральные продукты
- Высокопроизводительный скрининг
- Новые терапевтические подходы к болезням
- Синтез ДНК
- Биоинформатика и хемоинформатика
- Поглощение, распределение, метаболизм и элиминация лекарственных препаратов
- Фармакокинетика и фармакодинамика
- Фармакология
- Токсикология
- Фармакогеномика и токсикогеномика
- Доставка лекарств
- Биофармацевтика
- Биотехнологии
- Вакцины
- Клинические исследования
- Регуляторные вопросы
- Фармакоэкономика